# Anycles affinis
Anycles affinis är en fjärilsart som beskrevs av Rothschild 1912. Anycles affinis ingår i släktet Anycles och familjen björnspinnare. Inga underarter finns listade i Catalogue of Life.